# Ivan Lorković
Ivan Lorković (Zagreb, 17 de junio de 1876 - 24 de febrero de 1926) fue un político croata. Fue un miembro destacado de la coalición croato-serbia, partidario de la organización republicana y miembro de la organización juvenil académica de Croacia y Serbia Unidas. Fue líder del Partido Campesino Federalista de Croacia.

## Carrera
Entre 1902 y 1905, Lorković fue director del periódico de oposición de Osijek, Defensa Nacional (Narodna Obrana). El periódico ayudó a revivir la conciencia nacional, el orgullo y la importancia en la política croata. Utilizando críticas e información logró incentivar a la clase media y la juventud de esa región a comenzar a pensar políticamente. En 1905, se convirtió en uno de los cofundadores del Partido Nacional Progresista de Croacia (Hrvatska narodna napredna stranka).
En 1913, ganó un escaño durante las elecciones parlamentarias croatas como miembro del Partido Campesino Croata en representación de la ciudad de Valpovo. En 1914, Lorković visitó Roma para asistir a una reunión que incluyó a políticos de todas las tierras eslavas del sur dentro de la monarquía. Llegó con un controvertido memorando sobre cómo romper el Imperio Austro-Húngaro y preservar la continuación de la condición de Estado croata.
Su propuesta recibió oposición, sobre todo de Tomáš Masaryk (fundador de la república de Checoslovaquia), quien se mostró escéptico sobre el plan ya que no creía que Inglaterra y Francia aceptarían la idea de la abrogación total del Imperio, y por tanto estaba a favor de una confederación.
En 1918, debido a desacuerdos sobre la cuestión yugoslava, Lorković abandonó la coalición croato-serbia y se unió a la recién fundada comunidad de Croacia (1919). Junto con Stjepan Radić y otros ingresó en el llamado "bloque Hrvatski" o "bloque croata", formado el 14 de enero de 1922, cuando el Partido Campesino Republicano de Croacia, la Comunidad Croata y el Partido de los Derechos de Croacia se aliaron. Existió hasta noviembre de ese año.
El 13 de septiembre de 1925, en una conferencia de representantes de la comunidad croata y disidentes del Partido Campesino Croata en Split, se fundó la Unión Federalista Popular de Croacia. El 11 de enero de 1926, se fundó el Partido Campesino Federalista de Croacia en Zagreb, y Lorković se convirtió en su presidente. Tras el asesinato de Stjepan Radić en 1928, el partido comenzó a apoyar en gran medida a la opositora Coalición Democrática-Campesina. Como parte de la Dictadura del 6 de enero, el partido fue formalmente prohibido el 20 de enero de 1929.
Su hijo, Mladen Lorković, fue ministro de la organización fascista Ustaše.